# Haustaufen im Neuen Testament
Die neutestamentlichen Berichte über Haustaufen erzählen von Taufhandlungen, in denen ganze „Häuser“ – gemeint sind „Hausstände“, also Großfamilien unter Einschluss der in diesem Hausstand Wohnenden – getauft wurden. Diese Berichte spielen in der Diskussion „Kindertaufe versus Gläubigentaufe“ eine gewisse Rolle. Dabei geht es um die Frage, ob bei den so genannten Haustaufen auch Kleinkinder (insbesondere Säuglinge) getauft wurden. Inwieweit diese historische Frage jedoch für die theologische Diskussion relevant ist, ist strittig.

## Neutestamentliche Berichte von Haustaufen

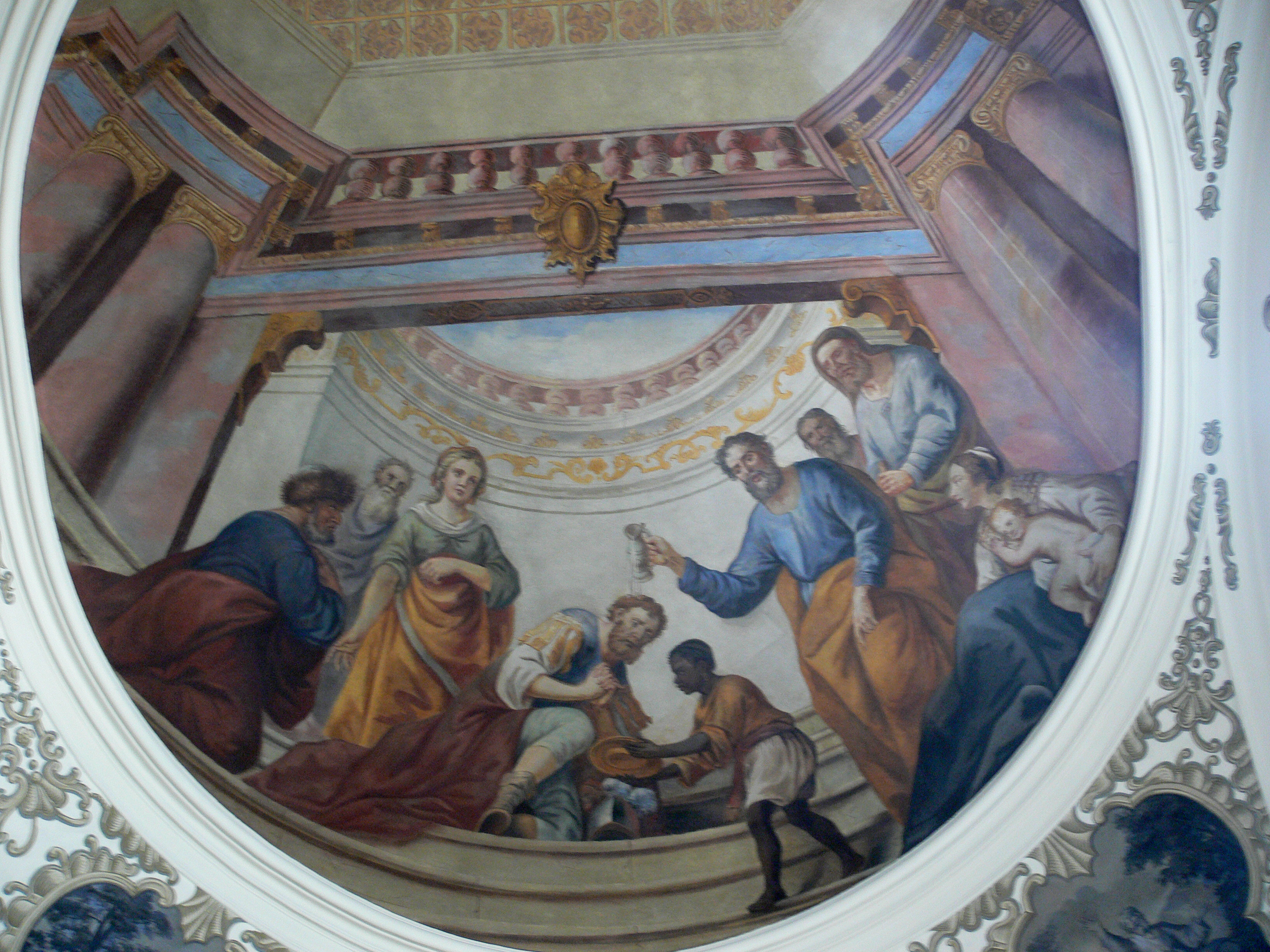
Deckengemälde in der Pfarrkirche Biberach: Taufe des Cornelius (Johannes Zick, 1746)

Das Neue Testament berichtet an fünf Stellen über Haustaufen; vier davon finden sich in der Apostelgeschichte (10,44–48; 16,10–92; 16,25–34 und 18,8) verzeichnet, eine im 1. Korintherbrief (1,16 f).

### Apostelgeschichte 10,44–48:Das Haus des Kornelius
... Während Petrus noch sprach, kam der Heilige Geist auf alle herab, die ihm  im Haus des Kornelius zuhörten. Die Christen jüdischer Herkunft, die mit Petrus aus Joppe gekommen waren, gerieten außer sich vor Staunen, dass Gott auch den Nichtjuden seinen Geist schenkte. Sie hörten nämlich, wie die Versammelten in unbekannten Sprachen redeten und Gott priesen. Petrus aber sagte: „Diese Leute wurden genau wie wir vom Heiligen Geist erfüllt. Wer kann ihnen dann die Taufe verweigern?“ und er befahl, sie auf den Namen Jesu Christi zu taufen. Danach baten sie ihn, noch ein paar Tage zu bleiben.
Es wird hier gesagt, dass der Heilige Geist auf solche herab fiel, die den Worten des Petrus zuhörten und anschließend in unbekannten Sprachen redeten und Gott priesen. Könnte das auch bei Kleinkindern oder gar bei Säuglingen der Fall gewesen sein?

### Apostelgeschichte 16,15:Das Haus der Lydia

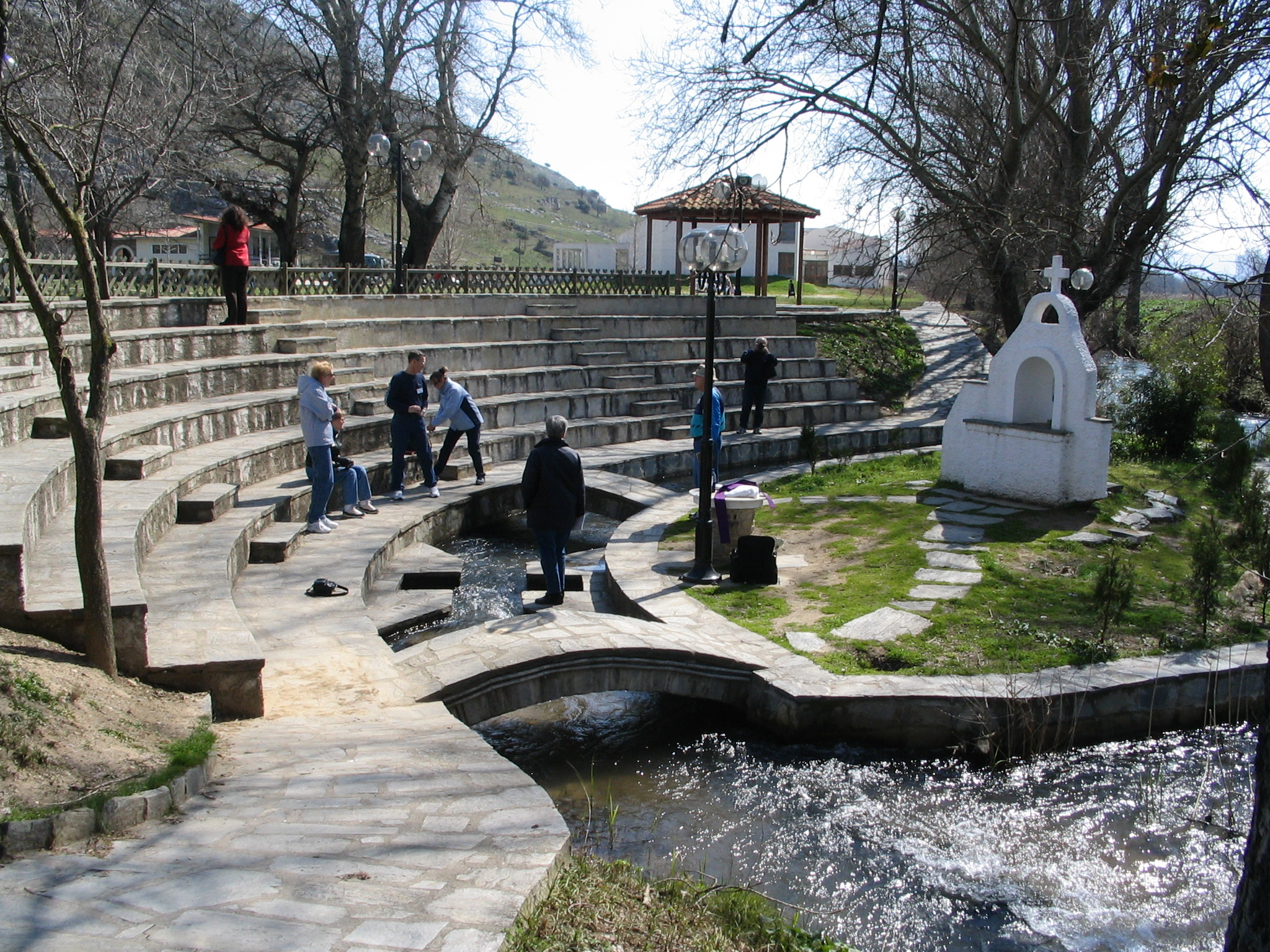
Ort, an dem Lydia von Paulus getauft worden sein soll

Als sie aber mit ihrem Hause getauft war, bat sie uns und sprach: Wenn ihr anerkennt, dass ich an den Herrn glaube, so kommt in mein Haus und bleibt da. Und sie nötigte uns.
Befürworter der Säuglingstaufe betrachten diesen Bericht folgendermaßen: Hier fungiert eine Frau als Haushaltsvorstand und damit auch als Gemeindevorstand der christlichen Hausgemeinde. Nur der Glaube der Lydia wird ausdrücklich genannt, nicht der Glaube der Mitglieder des Hausstandes. Hier können also durchaus  Sklaven, Kinder oder Säuglinge mit getauft worden sein, die nach antikem Verständnis als unmündig galten und deren Religion wohl in der Verantwortung des Haushaltsvorstandes lag. Allerdings wird das – wie bei allen anderen Haustaufen auch – nicht ausdrücklich erwähnt, da der antike Leser ohnehin weiß, was ein Haus ist und wer dazugehört.
Kritiker der Säuglingstaufe bedenken hier die sechs vorhergehenden Taufberichte der Apostelgeschichte  (2,37–42; 8,12; 8,13; 8,26–39; 9,17.18; 10,44–48) mit, und die dort erkennbare Ereignisabfolge: (1) Das Evangelium wird verkündigt, (2) Menschen kommen zum Glauben und (3) lassen sich taufen. Diese Ereignis- und Handlungsabfolge ist wohl auch hier anzunehmen. Doch auch ganz abgesehen davon: Diesem Bericht ist ohnehin kein Hinweis darauf zu entnehmen, dass zum Haus der Lydia Kleinkinder gehört hätten.

### Apostelgeschichte 16,25–34:Das Haus des Kerkermeisters
Um Mitternacht aber beteten Paulus und Silas und lobten Gott. Und die Gefangenen hörten sie. Plötzlich aber geschah ein großes Erdbeben, so dass die Grundmauern des Gefängnisses wankten. Und sogleich öffneten sich alle Türen, und von allen fielen die Fesseln ab. Als aber der Aufseher aus dem Schlaf auffuhr und sah die Türen des Gefängnisses offenstehen, zog er das Schwert und wollte sich selbst töten; denn er meinte, die Gefangenen wären entflohen. Paulus aber rief laut: Tu dir nichts an; denn wir sind alle hier! Da forderte der Aufseher ein Licht und stürzte hinein und fiel zitternd Paulus und Silas zu Füßen. Und er führte sie heraus und sprach: Liebe Herren, was muss ich tun, dass ich gerettet werde? Sie sprachen: Glaube an den Herrn Jesus, so wirst du und dein Haus selig! Und sie sagten ihm das Wort des Herrn und allen, die in seinem Hause waren. Und er nahm sie zu sich in derselben Stunde der Nacht und wusch ihnen die Striemen. Und er ließ sich und alle die Seinen sogleich taufen und führte sie in sein Haus und deckte ihnen den Tisch und freute sich mit seinem ganzen Hause, dass er zum Glauben an Gott gekommen war.
Hier ist die Situation ähnlich wie in den meisten anderen Taufberichten der Apostelgeschichte. Die Taufe des Hauses folgt der in diesem Fall äußerst knappen, nächtlichen Verkündigung. Kritiker der Säuglingstaufe verweisen darauf, dass „allen“ in seinem Haus das Evangelium verkündigt wurde, und dass sich „das ganze Haus“ über sein Gläubigwerden freute – beides wird kaum für Kleinkinder (falls solche dabei waren) zutreffen.
Befürworter der Säuglingstaufe hingegen sehen die Taufentscheidung beim Kerkermeister aufgrund seines eigenen Glaubens, also beim Hausherrn, der für seine Familie – und damit auch für etwaig vorhandene Kinder im Säuglingsalter – die religiöse Verantwortung übernimmt. Explizit wird nur vom Glauben des Kerkermeisters geredet, von den Hausbewohnern wird nur gesagt, dass alle die Predigt hörten. So formulieren Paulus und Silas: Glaube du an Jesus, den Herrn, so wirst du und dein Haus selig werden. Und am Ende wird nur von der Freude über seinen Glauben berichtet.

### Apostelgeschichte 18,8:Das Haus des Krispus
Krispus aber, der Vorsteher der Synagoge, kam zum Glauben an den Herrn mit seinem ganzen Hause, und auch viele Korinther, die zuhörten, wurden gläubig und ließen sich taufen. 
Zuhören und zum Glauben kommen gehen hier der Taufe voraus. Ausdrücklich wird – im Unterschied zur vorhergehenden Stelle – erzählt, dass auch das „Haus“ des Krispus gläubig wird.
Kritiker der Säuglingstaufe sehen das als einen eindeutigen Beleg gegen die Taufe Unmündiger – auch im Blick auf die anderen Haustaufen, die diesen Tatbestand ja nicht eindrücklich erwähnen.
Befürworter der Säuglingstaufe weisen dagegen darauf hin, dass aus der für diese Erzählung notwendigen Reihenfolge nicht zwingend eine dogmatische Voraussetzung für jede Taufe zu folgern ist. Das gebe der Text nicht her, sondern sei nur eine mögliche Interpretation. Außerdem dürfe nicht ohne weitere Belege diese eine Bibelstelle auf die anderen übertragen und somit verallgemeinert werden. Es wird im Übrigen nicht berichtet, wie das ganze Haus konkret zum Glauben kam.

### 1. Korinther 1,16 f.:Das Haus des Stephanas
(Paulus schreibt:) Ich habe aber auch Stephanas und sein Haus getauft; sonst weiß ich nicht, ob ich noch jemanden getauft habe. Denn Christus hat mich nicht gesandt zu taufen, sondern das Evangelium zu predigen – nicht mit klugen Worten, damit nicht das Kreuz Christi zunichte werde.
Zu den Getauften des Hauses Stephanas könnten Säuglinge gehört haben – so die Befürworter der Kindertaufe.
Dagegen wird folgende Bemerkung zum Haus des Stephanas angeführt: Ich ermahne euch aber, liebe Brüder: Ihr kennt das Haus des Stephanas, dass sie die Erstlinge in Achaia sind und haben sich selbst bereitgestellt zum Dienst für die Heiligen – 1. Korinther 16,15. Säuglinge könnten sich nur schwerlich selbst zum Dienst bereitstellen.
Befürworter der Kindertaufe lassen dieses Argument jedoch nicht gelten, weil diese Redewendung keine Aussage über jedes einzelne Mitglied des Hauses mache. Paulus hätte auf keinen Fall so ausgefeilt und penibel geschrieben wie Ihr kennt das Haus des Stephanas, dass sie die Erstlinge sind und die mündigen Erwachsenen unter ihnen haben sich selbst zum Dienst bereitgestellt.  Der Sachverhalt sei für alle Leser selbstverständlich klar gewesen.

## Historischer Kontext

### Oikos
Den Mittelpunkt des Lebens bildete in der Antike das Haus (altgriechisch: Oikos; lateinisch: Domus), also die gesamte Hausgemeinschaft mit Familie, Gesinde und Sklaven. Diese Hausgemeinschaft galt als soziale, wirtschaftliche und religiös-kultische Einheit. Der Hausvater vertrat das Haus als pater familias nach außen und bestimmte die internen Lebensvollzüge, im römischen Bereich mit mehr Rechten als im griechischsprachigen.
Schon im Alten Testament ist diese soziale Ordnung belegt, so bestimmt etwa Josua (Jos 24,12 ): „Ich und mein Haus wollen dem Herrn folgen.“
Im Christentum handelten in religiöser Hinsicht aber die Individuen letztlich eigenverantwortlich, wie Jesus selbst in einem harten Ausspruch zuspitzte: Er sei gekommen, um „den Sohn mit seinem Vater zu entzweien“ usw., so dass gelte: „Die Hausgenossen eines Menschen werden seine Feinde sein.“ (Mt 10,34–37 ) Hier ist also nicht an einheitliche religiöse Entscheidungen als Familie gedacht – gerade eines Individuums Entscheidung für Jesus konnte zu innerfamiliären Konflikten führen. Daher erwartete Jesus auch für den Zeitpunkt seines Wiederkommens eine durch engste Verbindungen hindurchgehende Trennungen: „In jener Nacht werden zwei auf einem Bett liegen, der eine wird mitgenommen und der andere zurückgelassen werden.“ (Lk 17,34 )
Es war daher auch durchaus nicht selbstverständlich, dass die Ehefrau die Entscheidung ihres Mannes für Jesus mitvollzog; für diesen Fall des religiösen ehelichen Unterschieds gibt Paulus Ratschläge: „Wenn ein Bruder eine ungläubige Frau hat …“ (1 Kor 7,12 ) Der Philemonbrief des Paulus zeigt einen Fall, in dem der Hausherr Philemon bereits Christ war, aber sein Sklave Onesimus erst später – und unabhängig von seinem Herrn – Christ wurde. Auch im 2. Jahrhundert nach  Christus wurde von Sklaven nicht erwartet, dass sie die Entscheidung ihres Herrn automatisch mitvollzogen. Aristides schreibt um 125 nach Christus in seiner Apologie (15,6) über die Christen: „Den Sklaven und Sklavinnen sowie deren Kindern raten sie aus Liebe zu ihnen, Christen zu werden; und wenn sie es geworden sind, so nennen sie diese unterschiedslos Brüder.“ Und Tertullian setzte sich (um 200 n. Chr.) mit dem Fall auseinander, was ein christlicher Herr tun sollte, wenn seine heidnischen Sklaven (gemäß einem heidnischen Brauch) die Haustür mit Kränzen geschmückt haben (De idololatria 15).
Von Anfang an der Ausbreitung des Christentums war das „Haus“ Zentrum der ersten Gemeinden, wie Paulus in seinen Briefen als selbstverständlich voraussetzt. In diesen Hausgemeinden lebten die aus unterschiedlichen sozialen Schichten stammenden Getauften die Einheit und Gleichheit vor Gott. Die Hausgemeinde war jedoch nicht identisch mit den Bewohnern des Hauses, in dem die Gemeinde sich versammelte, sondern entsprach eher der antiken Tradition der Kultvereine.

### GANZ und ALLE in der Bibel
Die Begriffe ganz oder alle sind nicht immer im Sinn von 100 % zu verstehen – weder in damaligem noch in heutigem Sprachgebrauch. Dazu einige Beispiele.
Im Zusammenhang mit Johannes dem Täufer heißt es:
„Ganz Judäa und alle Einwohner Jerusalems zogen zu ihm hinaus; sie bekannten ihre Sünden und ließen sich im Jordan von ihm taufen.“ (Mk. 1,5)
Doch gleichzeitig wurde Johannes von vielen abgelehnt (Matthäus 11,18; 21,25 f.); diese haben sich also kaum von Johannes taufen lassen.
Und Jesus sagte über die Schriftgelehrten:
„Tut und befolgt also alles, was sie euch sagen, aber richtet euch nicht nach dem, was sie tun; denn sie reden nur, tun selbst aber nicht, was sie sagen.“ (Mt. 23,3)
Aber den gleichen Schriftgelehrten hielt Jesus vor, dass sie Gottes Gebot um ihrer Überlieferung willen missachten (Matthäus 15,3). Jesus meinte folglich nicht im absoluten Sinn, dass alles, was die Schriftgelehrten sagen, getan werden soll.
Im AT wird einmal von einem „ganzen Haus“ gesprochen, ohne dabei alle Familienmitglieder einzuschließen:
„Als dann Elkana mit seinem ganzen Haus wieder hinaufzog, um dem Herrn das jährliche Opfer und die Gaben, die er gelobt hatte, darzubringen, zog Hanna nicht mit, sondern sagte zu ihrem Mann: Ich werde den Knaben erst, wenn er entwöhnt ist, hinaufbringen …“ (1. Samuel 1,21 f.)
Elkana zog also „mit seinem ganzen Haus“ hinauf, aber eine seiner beiden Frauen sowie sein kleinstes Kind, ein Säugling, blieben daheim.

## Forschungsstand
Der Forschungsstand zu den Berichten über Haustaufen im NT sowie über weitere Indizien im Frühchristentum lässt sich folgendermaßen zusammenfassen:
„Die Kindertaufe trat bisher nirgends explizit in den Blick ... Man muss sich damit begnügen, dass die Literatur des Urchristentums über Kinder- und Säuglingstaufe schweigt und dass alle Indizien gegen eine Einführung dieser Sitte vor dem 3. Jahrhundert sprechen ... Eine Kindertaufe lässt sich historisch nicht im NT verankern, sie muss theologisch ‚konkludiert‘ werden.“
Allerdings ist die Taufe im NT mitnichten zwangsläufig an eine eigene, selbstständige Entscheidung gebunden:
„Eine gewisse sachliche Berechtigung, auch im Blick auf die kirchl. Praxis der Säuglingstaufe, liegt in dem Hinweis auf die ntl. Oikos-Wendungen dennoch, insofern sie einen Gemeinschaftsbezug von Glaube und T.[aufe] aufzeigen, der sich nicht auf das individuelle Erleben und Entscheiden reduzieren läßt. Daß in ntl. Zeit die T.[aufe] tatsächlich mitunter in stellvertretender Verantwortung für Menschen vollzogen wurde, die zu eigener Entscheidung nicht fähig waren, zeigt die korinthische Vikariatstaufe 1 Kor 15,29.“

## Einzelbelege
1. ↑  Zum Begriff Oikos siehe Herbert Stettberger: Was die Bibel mir erzählt: aktuelle exegetische und religionsdidaktische Streiflichter auf ausgewählte Bibeltexte. Festschrift für Prof. Dr. Franz Laub, Münster 2005, S. 126ff
2. ↑  Die hier aufgeführten Belege nach Franz Stuhlhofer: Symbol oder Realität? – Taufe und Abendmahl. Berneck 1988, S. 34 f.
3. ↑  Udo Schnelle: Paulus. Walter de Gruyter, 2003; S. 155–158
4. ↑  Ulrich Mell: Christliche Hauskirche und Neues Testament: die Ikonologie des Baptisteriums von Dura Europos und das Diatessaron Tatians. Vandenhoeck & Ruprecht, 2010; S. 34–36 online
5. ↑  Jesu Aussage ist wohl eher in folgendem Sinn zu verstehen: Was die Schriftgelehrten sagen, ist ja im Großen und Ganzen gut, was sie hingegen tun, deckt sich bei weitem nicht mit ihren Worten.
6. ↑  Zur Bedeutung von ganz und alle siehe Stuhlhofer: Symbol, S. 20 und 37 f.
7. ↑  Erich Dinkler: Taufe im Urchristentum. im Art.: Taufe. in: Religion in Geschichte und Gegenwart, Bd. VI, Tübingen 1962, Sp. 636.
8. ↑  Friedrich Avemarie: Taufe, II. Neues Testament, Sp. 58; in Religion in Geschichte und Gegenwart, 4. Auflage, Tübingen 2005, Bd. 8, Sp. 50–92, Art.: Taufe.